# Vezdaeaceae
Vezdaeaceae Poelt & Vezda ex J.C. David and D.Hawksw. 1991 es una familia de líquenes crustáceos de desarrollo subcuticular perteneciente al orden Lecanorales localizados en Europa y en Australia. Todas las especies conocida de Vezdaeaceae forman la simbiosis con un alga unicelular del género Leptosira.
Aunque puede formar estructuras reproductoras asexuales, conidios, a partir de hifas del talo, su reproducción es fundamentalmente sexual. Los apotecios de Vezdaeaceae son característicamente redondeados a irregulares unidos al talo mediante un corto pedicelo. Sus márgenes están poco diferenciados y se forman mediante hifas similares a parafisos. Las ascas son tubulares y dehiscentes mediante un anillo tubular bien definido y ligeramente pigmentadas. Estas ascas producen ascosporas hialinas aseptadas y raramente septadas y ornamentadas.